# Scotopteryx supproximaria
Scotopteryx supproximaria là một loài bướm đêm trong họ Geometridae.